# 魏爾坦嫩湖

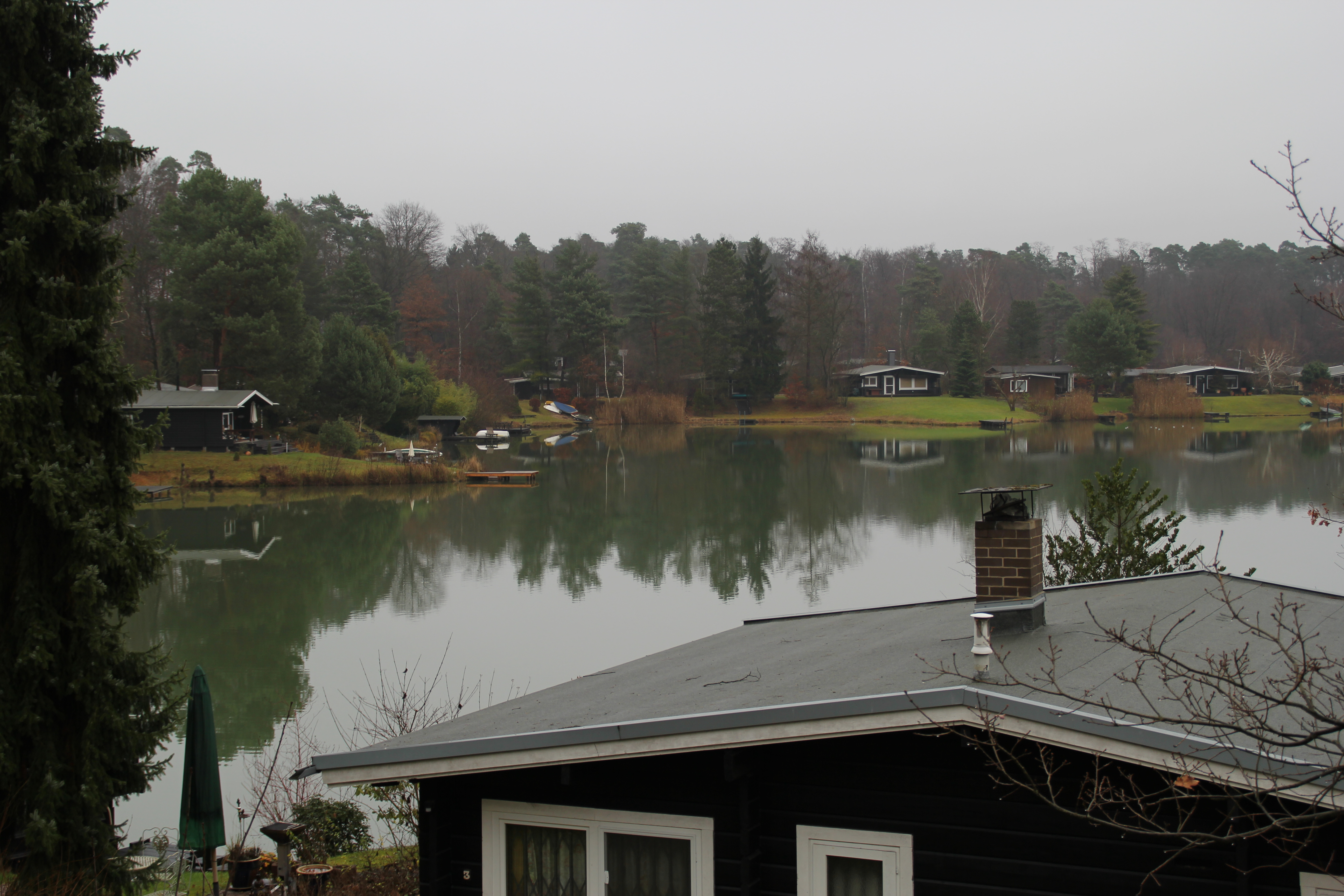

50°5′17.06″N 9°0′12.94″E / 50.0880722°N 9.0035944°E
魏爾坦嫩湖（德語：Weihertannensee），是德國的湖泊，位於該國東南部，由巴伐利亞州負責管轄，處於阿沙芬堡縣，長0.25公里、寬0.2公里，面積0.05平方公里，海拔高度105米。